# کیروینه
کیروینه (به لهستانی:  Kierwiny) یک روستا در لهستان است که در گمینا کیویته واقع شده‌است.